# Lista över borgmästare i Härnösand
Detta är en lista över staden Härnösands stads borgmästare.

## Borgmästare i Härnösand
Borgmästare i Härnösands stad före 1971.
| Ämbetstid | Namn                     | Levnadstid |
| --------- | ------------------------ | ---------- |
|           | Simon Blix               | 1545-1653  |
|           | Magnus Sundström         | –1732      |
| 1719–1724 | Bertil Alander           | –1724      |
| 1724–1750 | Carl Taijardt            | 1697–1750  |
| 1750–1756 | Martin Lundeberg         | 1708–1779  |
| 1757–1779 | Mattias Kiörning         | 1734–1787  |
| 1786–1792 | Anders Niklas Westerberg | 1757-1792  |
| 1797–1810 | Erik Joakim Huss         | 1753–1810  |
| 1825–1859 | Erik Johan Westman       | 1781–1859  |
| 1859–1868 | Erik von Stockenström    | 1823–1905  |
| 1868–1907 | Christian Fröberg        | 1835–1907  |
| 1908–1932 | Ossian Emthén            | 1856–1933  |
| 1932–1950 | Nathan Rosander          | 1882–1964  |
| 1950–1956 | Eric Söderlind           | 1906–1956  |
| 1957–1964 | Carl Hamilton            | 1915–2004  |